# Ptilophora (bướm đêm)
Ptilophora là một chi bướm đêm thuộc họ Notodontidae.

## Các loài tiêu biểu
- Ptilophora ala (Schintlmeister và Fang, 2001)
- Ptilophora horieaurea Kishida và Kobayashi, 2002
- Ptilophora jezoensis (Matsumura, 1920)
- Ptilophora nanlingensis Chen L et al, 2010
- Ptilophora nohirae Matsumura, 1920
- Ptilophora plumigera (Denis & Schiffermüller, 1775)
- Ptilophora rufula Kobayashi, 1994